# Domii Tumurtogoo

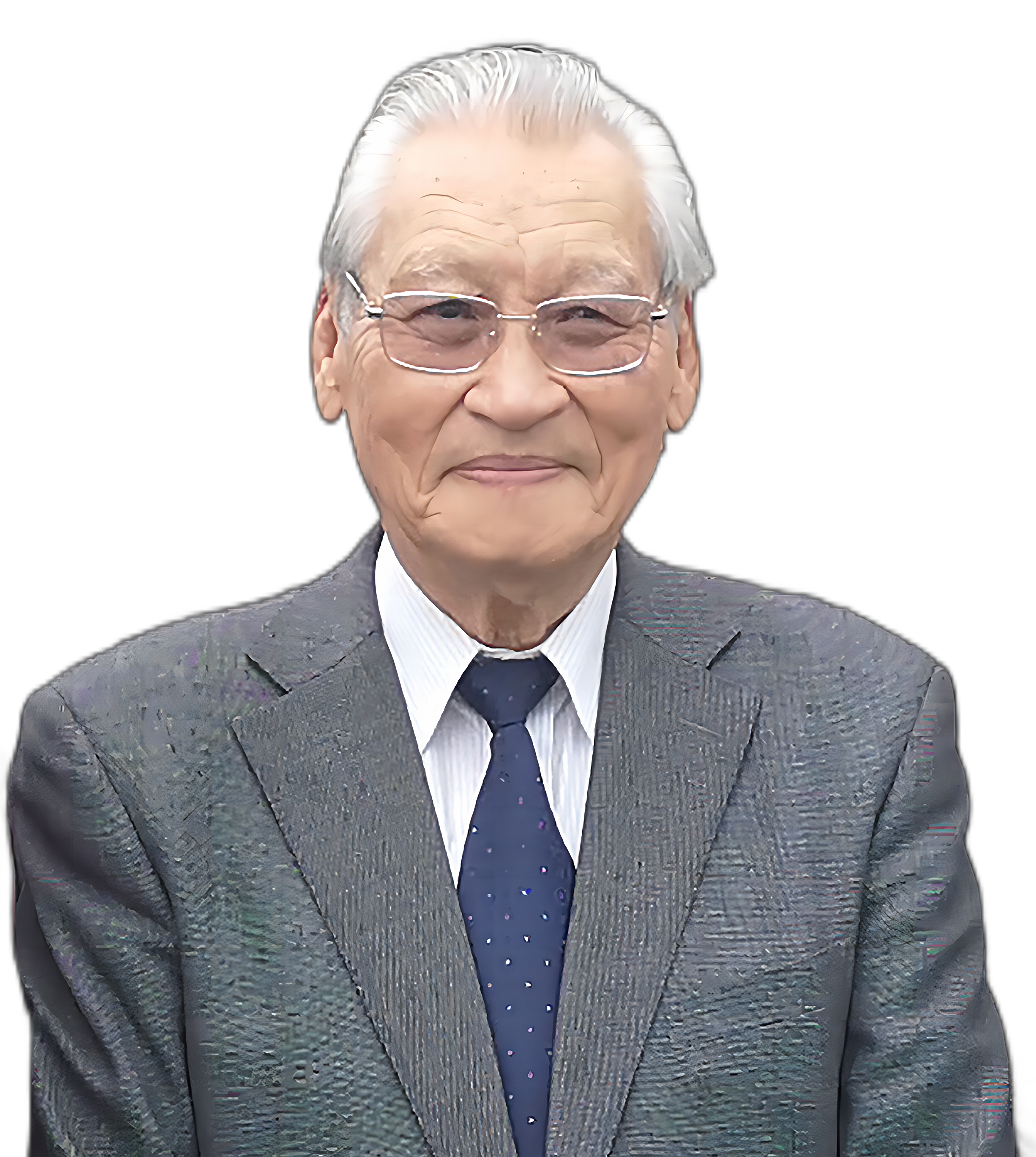
D. Tumurtogoo, 2022

Domii Tumurtogoo (mongolisch: ᠳᠣᠮᠡᠢ ᠵᠢᠨ ᠲᠡᠮᠦᠷᠲᠣᠭᠣᠭ᠎ᠠ, kyrillisch: Домийн Төмөртогоо; * 3. Mai 1938 in der mongolischen Provinz Khanbogd-sum) ist Professor an der Akademie für Sprachwissenschaften der Mongolei und Direktor des Ausschusses der mongolischen Fakultät der Nationaluniversität der Mongolei.

## Werdegang
Tumurtogoo ist ein Sohn von Domii und seiner Ehefrau. Von 1947 bis 1957 besuchte er die Grundschule und Mittelschule in der Provinz Südgobi. Von 1957 bis 1962 studierte er an der Nationaluniversität der Mongolei. Er erhielt 1990 den Grad Ph.D. und 1994 ScD für Sprachwissenschaft der Nationalen Akademie der Mongolei.

## Akademische Karriere
Seit 1963 arbeitet Domii Tumurtogoo als Privatdozent und Professor der Pädagogischen Universität und der Nationaluniversität der Mongolei. 1994 nahm er eine Vizeprofessur an der Nationaluniversität der Mongolei an, wo er ein Jahr später zum Professor für Sprachwissenschaften berufen wurde. Von 2004 bis 2011 arbeitete er als Direktor des Ausschusses der Mongolischen Fakultät der Nationaluniversität der Mongolei. Zwischen 2011 und 2016 war er Generalsekretär der Internationalen Vereinigung für mongolische Studien (iams). Seit 1994 bis heute ist er Mitglied und Vorsitzender des Akademischen Ausschusses für Promotionen in Philosophie für die Sprachwissenschaftliche Fakultät der Nationaluniversität der Mongolei. Seit 1998 ist er erster Akademiker für Sprachwissenschaften der Nationalen Akademie der Mongolei. Er war von 1972 bis 1974 Gastprofessor an der Jawaharlal Nehru University in Indien, von 1975 bis 1977 an der Fremdsprachen-Universität Tokyo in Japan, von 1989 bis 1993 an der Rheinische Friedrich-Wilhelms-Universität Bonn in Deutschland. Domii Tumurtogoo hat einen wesentlichen Beitrag zur Erforschung der historischen mongolischen Sprache und der alten- und mittelalterlichen mongolischen Manuskripte geleistet. Für seine außerordentlichen Verdienste um die mongolischen Sprache erhielt er 2018 den „Orden der aufgehenden Sonne“ des japanischen Staats (Болор.Ж: Академич Д.Төмөртогоо Япон улсын Засгийн газры“. Er ist Autor und Herausgeber diverser Zeitschriften.

## Bibliografie (Auswahl)
Domii Tumurtogoo veröffentlichte 21 wissenschaftliche Bücher und über 100 Beiträge zur historischen Entwicklung der mongolischen Sprache und der mongolischen historischen Schriften. Im Jahre 2018 veröffentlichte er erstmals seine Bibliografie auf Mongolisch. Die zweite Auflage erschien 2023. Die folgende Bibliografie repräsentiert seine wichtigsten Werke.
- Ein modernes mongolisch-englisch-japanisches Wörterbuch[15].
- Die Personalpronomen im Mongolischen und ihre historische Entwicklung[16].
- Vorklassische mongolische Monumente in uigurisch-mongolischer Schrift (XIII-XVI Jahrhunderte), Einleitung, Transkription und Bibliographie[17].
- Die mongolischen Denkmäler in Phags-pa-Schrift. Einführung, Transliteration, Transkription und Bibliografie[18].
- Eine vergleichende Studie zur Struktur schriftlicher mongolischer Monumente[19].
- Ein Wörterbuch der Wort Struktur in Mongolisch[20].
- Prinzipien der historischen Phonologie Grammatik der Mongolischen Sprache[21].
- Ein etymologisches Wörterbuch der mongolischen Sprache[22].
- Die historische Grammatik der Mongolischen Sprache[23].
- 10 Wissenschaftliche Sammelwerke[24], X Bände.